# Alexander Wasberg
Karl Alexander Emanuel Fogsgaard Wasberg, född 19 juli 1994 i Fuxerna församling i Älvsborgs län, är en svensk politiker (socialdemokrat). Han var riksdagsledamot (tjänstgörande ersättare) 2022, invald för Södermanlands läns valkrets.
Wasberg kandiderade i riksdagsvalet 2022 och blev ersättare. Han var tjänstgörande ersättare i riksdagen för Fredrik Olovsson under perioden 26 september–17 oktober 2022. I riksdagen var Wasberg ledamot i krigsdelegationen och näringsutskottet 2022.